# Dragon Age
Dragon Age je videoherní série, vytvořená firmou BioWare. První hra ze série, Dragon Age: Origins, byla vydána v roce 2009. Pokračování, Dragon Age 2, vyšlo v březnu 2011. Druhé pokračování Dragon Age: Inquisition vyšlo v listopadu 2014.

## Hry a stahovatelný obsah
- Dragon Age: Prameny (původní hra, anglicky Dragon Age: Origins)
  - Dragon Age: Origins – The Stone Prisoner (DLC)
  - Dragon Age: Origins – Warden's Keep (DLC)
  - Dragon Age: Origins – Return to Ostagar (DLC)
- Dragon Age: Prameny – Procitnutí nebo také Dragon Age: Procitnutí (datadisk, anglicky Dragon Age: Awakening)
  - Dragon Age: Origins – Darkspawn Chronicles (DLC)
  - Dragon Age: Origins – Leliana's Song (DLC)
  - Dragon Age: Origins – The Golems of Amgarrak (DLC)
  - Dragon Age: Origins – Witch Hunt (DLC)
- Dragon Age 2 (druhý díl hry)
  - Dragon Age II – Black Emporium (DLC)
  - Dragon Age II – The Exiled Prince (DLC)
  - Dragon Age II – Legacy (DLC)
  - Dragon Age II – Mark of the Assassin (DLC)
- Dragon Age: Inquisition
  - Dragon Age: Inquisition – Jaws of Hakkon (DLC)
  - Dragon Age: Inquisition – Dragonslayer (DLC)
  - Dragon Age: Inquisition – Spoils of the Avvar (DLC)
  - Dragon Age: Inquisition – The Descent (DLC)
  - Dragon Age: Inquisition – Trespasser (DLC)
- Dragon Age: The Veilguard

## Ostatní média
Téma Dragon Age bylo také několikrát užito v ostatních médiích.

### Romány
V univerzu Dragon Age byly zatím napsány tři romány, autorem je David Gaider. První, Dragon Age: The Stolen Throne (česky Dragon Age: Ukradený trůn), byl vydána 3. března 2009. Druhá kniha z univerza Dragon Age je nazvaná Dragon Age: The Calling (česky Dragon Age: Volání) a byla vydána 13. října 2009. Třetí Dragon Age: Asunder (česky Dragon Age: Rozštěpení), byla vydána roku 2012.

### Flashové hry
- Dragon Age Journeys je tří epizodická flashová hra od EA 2D, která je ve vývoji. První epizoda hry The Deep Roads byla vydaná zdarma. Hráči mohli odblokovat achievementy ("úspěchy") ve hře, které odemkly unikátní předměty v Dragon Age: Origins. Druhá a třetí epizoda už musí být hráčem zaplaceny.
- Dragon Age Legends je Facebooková hra, spuštěná Od 1. února 2011. Hříčku lze hrát i na Google Plus.
- Heroes of Dragon Age free-to-play hříčka pro Android a iOS. Spuštěna koncem roku 2013.

### Stolní hra na hrdiny
RPG hra nazvaná Dragon Age byla vydaná 25. ledna 2010 vydavatelstvím Green Ronin.

### Animovaný film
Animovaná adaptace byla oznámena 7. června 2010. Bude koprodukována BioWarem, EA a společností pro výrobu animovaných filmů Funimation Entertainment. Film s názvem Dragon Age: Dawn Of The Seeker vznikl v roce 2012.

### Web seriál
Web seriál Dragon Age: Redemption první díl, z plánovaných šesti dílů, měl premiéru 15. října 2011. Web seriál napsala Felicia Day, která v seriálu i hraje (elfskou vražedkyni Tallis), podílí se na produkci a spolupracuje se studiem BioWare.